# انحلال الفبرين

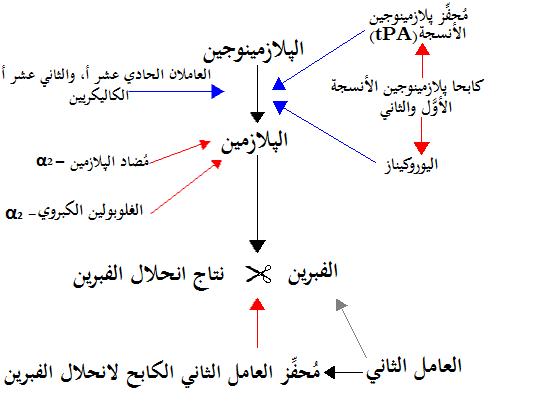
مخطط انحلال الفبرين

انحلال الفبرين (أو الفايبرين) (بالإنجليزية: Fibrinolysis)‏ هي العملية التي تمنع تطور الخثرة وحدوث مشاكل في مجرى الأوعية الدموية.
هنالك نوعان من انحلال الدم:
- انحلال الدم الأساسي أو الأولي، وهي العملية الطبيعية التي تحدث داخل الجسم،
- انحلال الدم الثانوي، وتحدث بسبب دواء أو مرض أو أي سبب آخر.[1]

في عملية انحلال الفبرين، تتكسر خثرة الفبرين الناتجة عن التجلط أو التخثر. البلازمين، وهو الإنزيم الرئيسي في عملية التخثر، يقوم بتقطيع شبكات الفبرين من أماكن مختلفة مما يؤدي إلى تكوّن قطع تجري في الأوعية الدموية يمكن التخلص منها بواسطة إنزيمات البروتياز أو بواسطة الكلية أو الكبد.